# Holandia na Zimowych Igrzyskach Olimpijskich 2002
Holandię na Zimowych Igrzyskach Olimpijskich 2002 reprezentowało 27 zawodników. Był to siedemnasty start Holandii na zimowych igrzyskach olimpijskich.

## Zdobyte medale
| Medal  | Zawodnik          | Dyscyplina sportowa | Konkurencja      |
| ------ | ----------------- | ------------------- | ---------------- |
| Złoto  | Jochem Uytdehaage | Łyżwiarstwo szybkie | 10000 m mężczyzn |
| Złoto  | Jochem Uytdehaage | Łyżwiarstwo szybkie | 5000 m mężczyzn  |
| Złoto  | Gerard van Velde  | Łyżwiarstwo szybkie | 1000 m mężczyzn  |
| Srebro | Gianni Romme      | Łyżwiarstwo szybkie | 10000 m mężczyzn |
| Srebro | Jan Bos           | Łyżwiarstwo szybkie | 1000 m mężczyzn  |
| Srebro | Jochem Uytdehaage | Łyżwiarstwo szybkie | 1500 m mężczyzn  |
| Srebro | Renate Groenewold | Łyżwiarstwo szybkie | 3000 m kobiet    |
| Srebro | Gretha Smit       | Łyżwiarstwo szybkie | 5000 m kobiet    |

## Wyniki reprezentantów Holandii

### Bobsleje
Mężczyźni
- Arend Glas
Marcel Welten

Dwójki - 16. miejsce
- Arend Glas
Edwin van Calker
Timothy Beck
Marcel Welten

Czwórki - 17. miejsce
Kobiety
- Ilse Broeders
Jeanette Pennings

Dwójki - 10. miejsce
- Eline Jurg
Nannet Kiemel

Dwójki - 6. miejsce

### Łyżwiarstwo szybkie
Mężczyźni
- Jan Bos

500 m - 9. miejsce
1000 m - 
1500 m - 7. miejsce
- Bob de Jong

5000 m - 30. miejsce
10000 m - 15. miejsce
- Ids Postma

500 m - 27. miejsce
1000 m - 17. miejsce
1500 m - 5. miejsce
- Rintje Ritsma

1500 m - 9. miejsce
- Gianni Romme

10000 m - 
- Jochem Uytdehaage

1500 m - 
5000 m - 
10000 m - 
- Gerard van Velde

500 m - 4. miejsce
1000 m - 
- Carl Verheijen

10000 m - 6. miejsce
- Erben Wennemars

500 m - 10. miejsce
1000 m - 5. miejsce
Kobiety
- Renate Groenewold

1500 m - DNF
3000 m - 
- Tonny de Jong

1500 m - 7. miejsce
3000 m - 5. miejsce
5000 m - 7. miejsce
- Andrea Nuyt

500 m - 4. miejsce
1000 m - 8. miejsce
- Annamarie Thomas

1000 m - 15. miejsce
1500 m - 11. miejsce
- Marianne Timmer

500 m - 8. miejsce
1000 m - 4. miejsce
1500 m - 21. miejsce
- Gretha Smit

3000 m - 11. miejsce
5000 m - 
- Marja Vis

5000 m - 13. miejsce
- Marieke Wijsman

500 m - 17. miejsce
1000 m - 18. miejsce

### Short track
Mężczyźni
- Cees Juffermans

500 m - 20. miejsce
1000 m - 18. miejsce
1500 m - 8. miejsce

### Snowboard
Mężczyźni
- Nicolien Sauerbreij -

gigant równoległy - 24. miejsce